# Papuakärrhök
Papuakärrhök (Circus spilothorax) är en fågel i familjen hökar som enbart förekommer på Nya Guinea. Beståndet anses vara livskraftigt.

## Utseende och läten
Papuakärrhöken är en av de största arterna i släktet kärrhökar (Circus) med en kroppslängd på 47–61 cm. Hanen är vanligen silvergrå med svart på huvud, strupe, rygg och vingteckningar, medan undersidan är vit. Honan är brun med ljus övergump, bandad stjärt och streckad undersida. Ungfåglarna är mer brunsvarta med gräddfärgade teckningar på huvudet. I Central Highlands och Sepikdalen finns en mörk form, där hanarna är helsvarta med grå stjärt och honorna är mestadels mörkbruna. Lätet är inte beskrivet.
Arten liknar brokig kärrhök (C. spilonotus) som den tidigare behandlades som en del av, men denna är större och saknar den svarta formen. Den ljusa formen är mycket ljusare och mer enhetligt färgad på handpennorna, ej med mörka spetsar. Strupen är också mer streckad.

## Utbredning och systematik
Papuakärrhök återfinns på centrala och östra Nya Guinea. Den behandlas som monotypisk, det vill säga att den inte delas in i några underarter.

### Artstatus
Papuakärrhöken behandlades tidigare som underart till brokig kärrhök (C. spilonotus) och vissa gör det fortfarande. Genetiska studier visar dock att den istället står mycket nära australisk kärrhök (C. spilothorax) och författarna till studien rekommenderar att papuakärrhöken egentligen bör behandlas som underart till denna. Deras rekommendationer har dock ännu inte lett till några ändringar hos de större internationella taxonomiska auktoriteterna som Clements et al och International Ornithological Congress (IOC).

## Levnadssätt
Liksom andra kärrhökar hittas papuakärrhöken i gräsmarker och öppna våtmarker, upp till 3800 meters höjd. Den ses flyga lågt över marken på jakt efter små däggdjur, fåglar och ödlor. Två bon hittade i låglänta Papua Nya Guinea i mitten av maj.

## Status och hot
Arten har ett stort utbredningsområde och det finns inga tecken på vare sig några substantiella hot eller att populationen minskar. Utifrån dessa kriterier kategoriserar IUCN arten som livskraftig (LC).